# Магнус Норман
Магнус Норман (на шведски: Magnus Norman) е шведски тенисист.

## Биография
Магнус Норман е роден на 30 май 1976 г. във Филипстад, Швеция. Магнус израства в спортно семейство, баща му Лейф играе в клуба от втора дивизия на шведското първенство по банди, майка му Леена е била в шведския отбор по плуване, по-малкият му брат Маркус, подобно на баща си, играе банди. Той играе в младостта си банди, след което решава да се съсредоточи върху тениса. Обича да лови риба и да чете шведска историческа литература. Спортен идол му е шведския хокеист Петер Форсберг.
Норман притежава Good to Great Tennis Academy. Сред неговите ученици са Станислас Вавринка, Гаел Монфис и Григор Димитров.

## Кариера
Магнус Норман става професионалист през 1995 г., когато е на 19 години. Кариерата му е прекъсната от контузии, по време, когато е пика на кариерата му в края на 2000 г. Той достига полуфинал на Откритото първенство на Австралия и финал на Откритото първенство на Франция, както и титла в Рим Мастърс и няколко други титли по-рано през сезона. Той е на прага да стане световен номер 1. Последният му мач е изигран през септември 2003 г., когато се оттегля в третия кръг срещу Иржи Новак след само 3 гейма. Оттегля се от тениса поради контузии на бедрото и коляното през 2004 г., когато е само на 27 години и се състезава малко повече от 8 години в ATP Тур.

## Кариерна статистика

#### Финали на турнири от Голям шлем (1)
| година | турнир      | съперник        | резултат                |
| ------ | ----------- | --------------- | ----------------------- |
| 2000   | Ролан Гарос | Густаво Куертен | 2–6, 3–6, 6–2, 6–7(6–8) |

#### Титли натурнири от сериите Мастърс(1)
| година | турнир       | съперник във финала | резултат           |
| ------ | ------------ | ------------------- | ------------------ |
| 2000   | Италия Оупън | Густаво Куертен     | 6–3, 4–6, 6–4, 6–4 |

### ATP финали (12 титли; 18 финала)
|        | П–З  | Година | Турнир                | Клас           | Настилка  | Опонент            | Резултат                          |
| ------ | ---- | ------ | --------------------- | -------------- | --------- | ------------------ | --------------------------------- |
| Победа | 1–0  | 1997   | Швеция Оупън          | Световни серии | Клей      | Хуан Антонио Марин | 7–5, 6–2                          |
| Загуба | 1–1  | 1997   | Острава Оупън         | Световни серии | Килим (з) | Карол Кучера       | 2–6, отказва се                   |
| Загуба | 1–2  | 1998   | Хърватия Оупън        | Световни серии | Клей      | Бохдан Улихрах     | 3–6, 6–7(0–7)                     |
| Победа | 2–2  | 1998   | Нидерландия Оупън     | Световни серии | Клей      | Ричард Фромберг    | 6–3, 6–3, 2–6, 6–4                |
| Победа | 3–2  | 1999   | Ю Ес Клей Чемпиъншипс | Световни серии | Клей      | Гилермо Каняс      | 6–0, 6–3                          |
| Победа | 4–2  | 1999   | Щутгарт Оупън         | Шампионски     | Клей      | Томи Хаас          | 6–7(6–8), 4–6, 7–6(9–7), 6–0, 6–3 |
| Победа | 5–2  | 1999   | Хърватия Оупън        | Световни серии | Клей      | Джеф Таранго       | 6–2, 6–4                          |
| Победа | 6–2  | 1999   | Лонг Айлънд           | Световни серии | Твърда    | Алекс Кореча       | 7–6(7–4), 4–6, 6–3                |
| Победа | 7–2  | 1999   | Кингфишър Оупън       | Световни серии | Твърда    | Марсело Риос       | 2–6, 6–3, 7–5                     |
| Победа | 8–2  | 2000   | Окланд Оупън          | Международни   | Твърда    | Майкъл Ченг        | 3–6, 6–3, 7–5                     |
| Победа | 9–2  | 2000   | Италия Оупън          | Мастърс        | Клей      | Густаво Куертен    | 6–3, 4–6, 6–4, 6–4                |
| Загуба | 9–3  | 2000   | Ролан Гарос           | Голям шлем     | Клей      | Густаво Куертен    | 2–6, 3–6, 6–2, 6–7(6–8)           |
| Победа | 10–3 | 2000   | Швеция Оупън          | Международни   | Клей      | Андреас Винчигера  | 6–1, 7–6(8–6)                     |
| Победа | 11–3 | 2000   | Лонг Айлънд           | Международни   | Твърда    | Томас Енквист      | 6–3, 5–7, 7–5                     |
| Победа | 12–3 | 2000   | Кингфишър Оупън       | Международни   | Твърда    | Шенг Схалкен       | 6–4, 4–6, 6–3                     |
| Загуба | 12–4 | 2001   | Сидни Интернешънъл    | Международни   | Твърда    | Лейтън Хюит        | 4–6, 1–6                          |
| Загуба | 12–5 | 2001   | Тенис Ченъл Оупън     | Международни   | Твърда    | Франсиско Клавет   | 4–6, 2–6                          |
| Загуба | 12–6 | 2002   | Япония Оупън          | Межд. Голд     | Твърда    | Кенет Карлсен      | 6–7(6–8), 3–6                     |